# Jacques Vauthier
Pour les articles homonymes, voir Vauthier.
Jacques Vauthier est un mathématicien français.

## Biographie
Jacques Vauthier est docteur ès sciences et agrégé de l'Université.
Il est directeur de l'unité de formation et de recherche de mathématiques pures de l'université Paris 6 (université Pierre-et-Marie-Curie) de 1972 à 1983, et chargé des cours de philosophie des sciences dans cette même université pendant de nombreuses années.
En 1994, il est directeur de l'UER de mathématiques à l'université Paris 6.
En 2008, toujours professeur à l'université Paris 6, il est aussi chargé de mission pour les NTIC dans l'enseignement supérieur au ministère des Affaires étrangères français.
Il a été directeur de l'École d'Ingénierie de la formation à distance au Cned, et responsable des Amphis de France 5 en mathématiques.
Il est aussi été chargé de mission à l'université de Corse.

## Ouvrages et principales publications

### Ouvrages

#### Mathématiques et physique
- Jacques Vauthier, Problèmes d'analyse, agrégation de mathématiques, années 1958-1959 et 1965 à 1976, avec rappels de cours, Paris, New-York, Barcelone : Masson, 1977  (ISBN 2-225-47531-8)
- François Aribaud, Jacques Vauthier, Paul Krée, Mathématiques, cours de l'université Pierre et Marie Curie, 1989 (puis 1991 et 1995)
- Jean-Charles Leccia, Jacques Vauthier, Algèbre et analyse, exercices corrigés, grand oral de l’École polytechnique, Paris, éditions Eska, 1993  (ISBN 2-86911-114-2)
- Jacques Vauthier, Tout fut fait avec mesure, nombre et poids, Paris, Eska, 2012  (ISBN 978-2-7472-1885-6)

#### Philosophie des sciences
- Lettre aux savants qui se prennent pour Dieu, préface de Jean-Robert Armogathe, Criterion, 1991 (rééd. chez éditions François-Xavier de Guibert en 2008)  (ISBN 9782755402247)
- Avec Marie-Dominique Philippe, Le manteau du mathématicien, Mame, 1993  (ISBN 2711305112)
- La Science entre image et réalité, Éditions Eska, 1994 (rééd. chez éditions François-Xavier de Guibert en 2008)  (ISBN 2869112130)
- Philosophie des sciences, Éditions Eska, 2004  (ISBN 2747206424)
- Échecs et maths, Little big man, 2004  (ISBN 2915557012)
- Créationnisme, dessein intelligent, darwinisme : et la science dans tout ça ?, éditions François-Xavier de Guibert, 2010  (ISBN 9782755403817)

#### Auteur d'entretiens
- Jacques Arsac, un informaticien, entretien avec Jacques Vauthier, Éditions Beauchesne, 1989  (ISBN 9782701011752)
- Dominique Laplane, un neurologue, entretien avec Jacques Vauthier, Éditions Beauchesne, 1989  (ISBN 9782701011769)
- Abdus Salam, un physicien, entretien avec Jacques Vauthier, Éditions Beauchesne, 1990  (ISBN 9782701012032)
- Gildas Beauchesne, la physiologie végétale, entretien avec Jacques Vauthier, Éditions Beauchesne, 1991  (ISBN 9782701012254)
- Trinh Xuan Thuan, un astrophysicien, entretien avec Jacques Vauthier, Flammarion, 1995  (ISBN 208081317X)
- Haïm Brezis, un mathématicien juif, entretien avec Jacques Vauthier, Éditions Beauchesne, 1999  (ISBN 9782701013350)
- Jacques Vauthier, Xuan Thuan Trinh, Entretiens avec un astrophysicien, Paris, Flammarion, 2012  (ISBN 978-2-08-127937-7)

#### Autres ouvrages
- Cyril Duchamp, Jacques Vauthier, Au secours ! La génération Internet arrive, Paris, Éditions Eska, 2006  (ISBN 2-7472-1064-2)

### Participations diverses
- La Précocité intellectuelle : De la mythologie à la génétique, Mardaga, 1997   (ISBN 2870096704)

### Traducteur
- Stanley Jaki, Le Ravin infranchissable entre science et religion (traduction de l'anglais par Jacques Vauthier), Éditions Eska, 2010  (ISBN 9782747215725)
- Stanley Jaki, Dieu et les astrophysiciens (traduction de l'anglais par Jacques Vauthier), Éditions Eska, 2011  (ISBN 9782747218122)
- Stanley Jaki, Des anges, des singes, les hommes (traduction de l'anglais par Jacques Vauthier), Éditions Eska, 2012  (ISBN 978-2-7472-1891-7)